# Пла, Хосе Мария
Хосе Мария Пла Мачадо (исп. José María Plá Machado, 15 октября 1794 — 23 апреля 1869) — уругвайский политик, временный президент Уругвая.

## Биография
Родился в 1794 году в Мальдонадо. После образования независимого Уругвая представлял департамент Мальдонадо в парламенте в 1841-43 и в 1843-46 годах. Так как из-за идущей гражданской войны было невозможно провести выборы для обновления состава парламента, то Хоакин Суарес образовал Ассамблею знати для тех его членов, у кого истёк срок пребывания в должности, и Пла вошёл в её состав.
В 1854—1857 году был сенатором. В качестве главы Сената принял у Мануэля Басилио Бустаманте обязанности главы исполнительной власти до передачи их законно избранному конституционному президенту Габриэлю Перейре.
В 1868 году был вновь избран в Сенат, но скончался до окончания своего срока.